# Lijst van hertogen van Normandië
De hertog van Normandië is een titel die door verschillende Franse en Engelse heersers uit de 10e eeuw tot de 12e eeuw werd gedragen. 
Het hertogdom Normandië werd in 911 opgericht door de Viking-leider Rollo.

## Lijst van hertogen van Normandië
| Naam                    | Periode     | Opmerkingen                |
| ----------------------- | ----------- | -------------------------- |
| Rollo                   | 911 - 927   |                            |
| Willem I Langzwaard     | 927 - 942   |                            |
| Richard I zonder Vrees  | 942 - 996   |                            |
| Richard II de Goede     | 996 - 1027  |                            |
| Richard III             | 1027 - 1028 |                            |
| Robert I de Duivel      | 1028 - 1035 |                            |
| Willem II de Veroveraar | 1035 - 1087 |                            |
| Robert II Curthose      | 1087 - 1106 |                            |
| Hendrik I               | 1106 - 1135 |                            |
| Stefanus                | 1135 - 1144 |                            |
| Godfried Plantagenet    | 1144 - 1150 |                            |
| Hendrik II              | 1150 - 1189 |                            |
| Richard Leeuwenhart     | 1189 - 1199 |                            |
| Jan zonder Land         | 1199 - 1204 |                            |
|                         | 1204 - 1216 | claim door Jan zonder Land |
|                         | 1216 - 1259 | claim door Hendrik III     |

## Anglo-Normandische eilanden
De koningen Hendrik V en Hendrik VI van Engeland heersten van 1418 tot 1450 nog daadwerkelijk als soevereine vorsten over het hele hertogdom Normandië. Van deze heerschappij bleven nadien alleen de Kanaaleilanden of Anglo-Normandische eilanden over.
Tot op vandaag blijven de Kanaaleilanden onderdeel van het Brits Kroonbezit. Daarom gebruiken de koningen van Engeland nog steeds de symbolische titel "hertog van Normandië" (zoals ze ook tot 1801 althans in titel "koningen van Frankrijk" waren en de Franse lelies in hun wapen voerden). In een informele context noemden de Kanaaleilanders de voormalige koningin Elizabeth II steeds la Reine, notre Duc "de Koningin, onze Hertog".